# Raise the Roof
Singles
1. Carry Fire
Sortie : 2017

Raise the Roof est le deuxième album studio collaboratif de l'auteur-compositeur-interprète britannique Robert Plant et de la chanteuse et violoniste bluegrass-country américaine Alison Krauss. L'album est sorti le 19 novembre 2021 chez Rounder Records et Concord Records aux États-Unis et Warner Music pour le reste du monde. L'album a été nommé pour trois Grammy Awards lors de la 65e cérémonie des Grammy Awards, dont celui du meilleur album américain, de la meilleure chanson américaine pour High and Lonesome et de la meilleure performance de duo/groupe country pour Going Where the Lonely Go. Victor Krauss qui joue la contrebasse et le mellotron est le frère de Alison Krauss.

## Liste des pistes
| No  | Titre                         | Durée |
| --- | ----------------------------- | ----- |
| 1.  | Quattro (World Drifts In)     |       |
| 2.  | The Price of Love             | 4:50  |
| 3.  | Go Your Way                   | 5:07  |
| 4.  | Trouble with My Lover         | 4:03  |
| 5.  | Searching for My Love         | 4:03  |
| 6.  | Can't Let Go                  | 3:41  |
| 7.  | It Don't Bother Me            | 5:06  |
| 8.  | You Led Me to the Wrong       | 4:17  |
| 9.  | Last Kind Words Blues         | 4:06  |
| 10. | High and Lonesome             | 4:33  |
| 11. | Going Where the Lonely Go     | 4:10  |
| 12. | Somebody Was Watching Over Me | 5:02  |

| 13. | My Heart Would Know | 2:58 |
| 14. | You Can't Rule Me   | 4:44 |

## Accueil
Raise the Roof a reçu des critiques généralement positives de la part des critiques. Chez Metacritic, qui attribue une note normalisée sur 100 aux avis des critiques, l'album a reçu une note moyenne de 83, ce qui indique une « acclamation universelle », sur la base de 14 avis.

## Musiciens
- Alison Krauss – voix, fiddle
- Robert Plant – voix

### Membres additionnels
- Bill Frisell – guitare acoustique, guitare électrique
- David Hidalgo – guitare acoustique, guitare électrique, jarana
- Marc Ribot – guitare acoustique, banjo, dobro, guitare électrique, basse
- Colin Linden – dobro
- Buddy Miller – mandoline électrique, guitare
- Russ Pahl – pedal steel guitar, guitare, basse
- Stuart Duncan – banjo, violoncelle, violon, mandoline
- T-Bone Burnett - basse à six cordes, compositeur, guitares acoustiques et électriques, mellotron, producteur, harmonie vocale, chœurs
- Dennis Crouch – contrebasse
- Viktor Krauss - contrebasse, mellotron
- Jeff Taylor - accordéon basse, dolceola, marxophone, piano
- Lucinda Williams - chœurs
- Jay Bellerose – batterie

### Production
- T-Bone Burnett – production
- Michael Piersante  – enregistrement, mixage
- Richard Evans – design, art graphique

## Classements
| Classement (2021)                  | Meilleure position |
| ---------------------------------- | ------------------ |
| Allemagne (Media Control AG)       | 14                 |
| Australie (ARIA)                   | 18                 |
| Autriche (Ö3 Austria Top 40)       | 11                 |
| Belgique (Flandre Ultratop)        | 14                 |
| Belgique (Wallonie Ultratop)       | 23                 |
| Canada (Canadian Albums)           | 16                 |
| Danemark (Tracklisten)             | 8                  |
| Écosse (OCC)                       | 4                  |
| États-Unis (Billboard 200)         | 7                  |
| États-Unis (Independent Albums)    | 1                  |
| États-Unis (Top Country Albums)    | 3                  |
| Espagne (Promusicae)               | 45                 |
| Finlande (Suomen virallinen lista) | 9                  |
| France (SNEP)                      | 51                 |
| Hongrie (Mahasz)                   | 5                  |
| Italie (FIMI)                      | 54                 |
| Norvège (VG-lista)                 | 3                  |
| Pays-Bas (Mega Album Top 100)      | 15                 |
| Pologne (ZPAV)                     | 25                 |
| Portugal (AFP)                     | 27                 |
| Tchéquie (IFPI)                    | 21                 |
| Suède (Sverigetopplistan)          | 9                  |
| Suisse (Schweizer Hitparade)       | 7                  |

## Certifications et ventes
- Royaume-Uni :  Argent avec 60 000 ventes[26]